# North Petherwin
North Petherwin – wieś w Anglii, w Kornwalii. Leży 101 km na północny wschód od miasta Penzance i 315 km na zachód od Londynu. Miejscowość liczy 655 mieszkańców.